# 脱朵延斡惕赤斤
脱朵延·斡惕赤斤（斡惕：蒙古语“灶火”，赤斤：蒙古语“主人”），《元史·宗室世系表》作掇端，《圣武亲征录》作脱端，合不勒汗的第七个儿子（最小的儿子），成吉思汗的叔祖父。
脱朵延·斡惕赤斤在俺巴孩担任大汗时，跟随一起去塔塔儿部聘娶儿媳。脱朵延·斡惕赤斤的亲信成台·乞颜多次劝说俺巴孩不要前去，俺巴孩不听。俺巴孩到达塔塔儿部，被塔塔儿人擒拿，送到金国遇害。脱朵延·斡惕赤斤被塔塔儿人放回。脱朵延·斡惕赤斤没有儿子。